# Cmentarz wojenny nr 181 – Siemiechów
Cmentarz wojenny nr 181 w Siemiechowie – zabytkowy cmentarz z I wojny światowej znajdujący się we wsi Siemiechów w województwie małopolskim, w powiecie tarnowskim, w gminie Gromnik. Jest jednym z 400 zachodniogalicyjskich cmentarzy wojennych zbudowanych przez Oddział Grobów Wojennych C. i K. Komendantury Wojskowej w Krakowie. W VI okręgu tarnowskim cmentarzy tych jest 62.

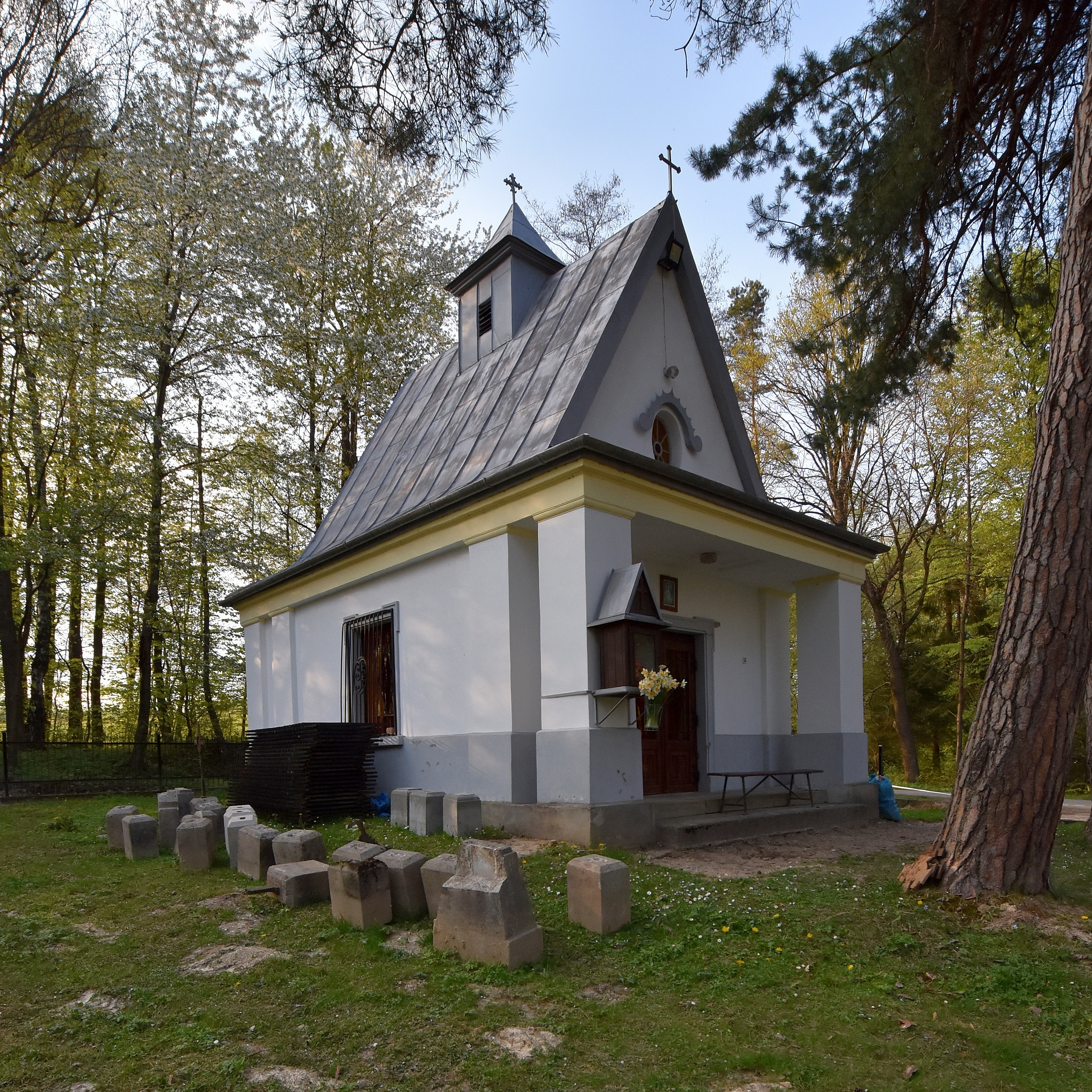

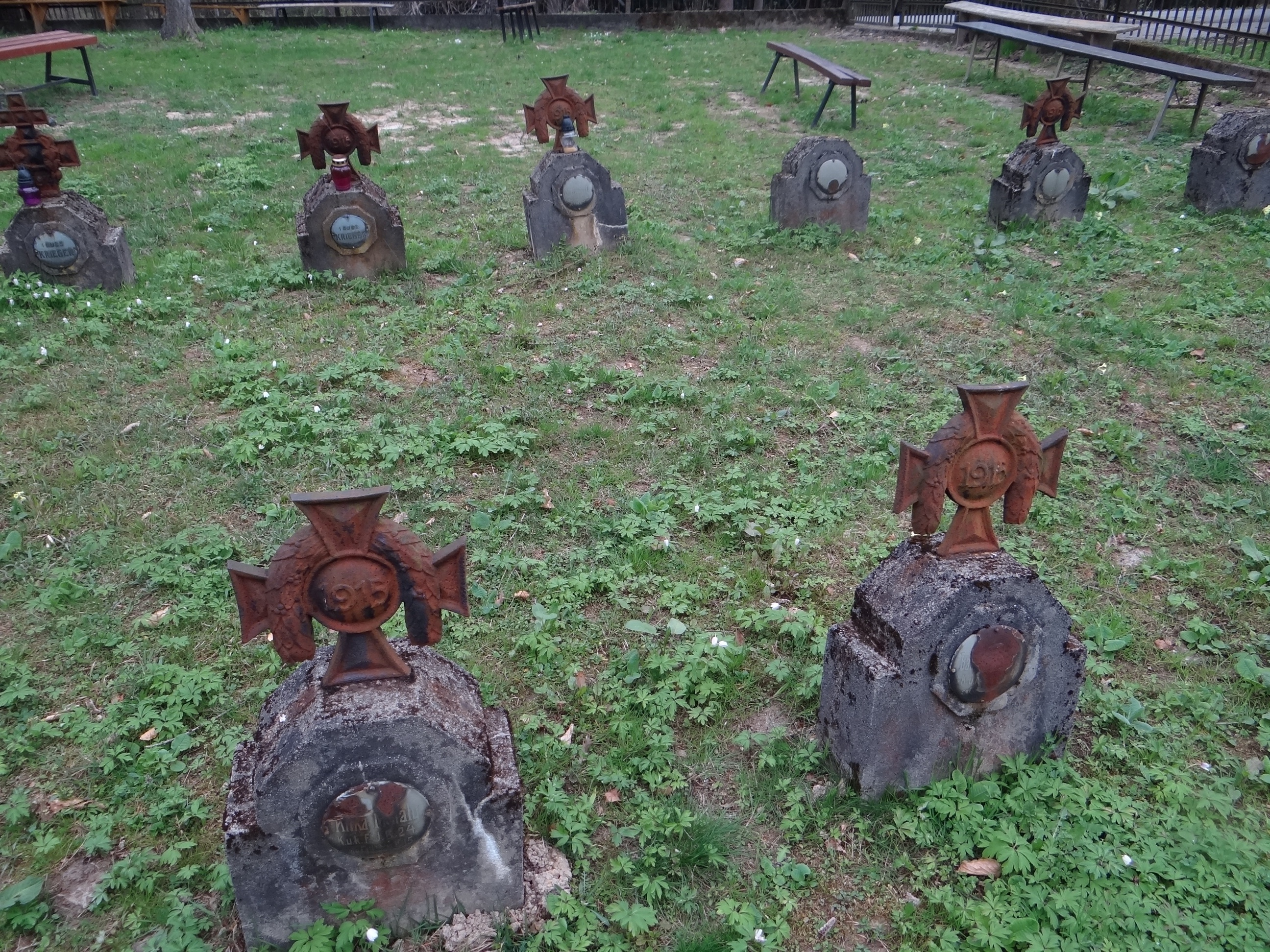

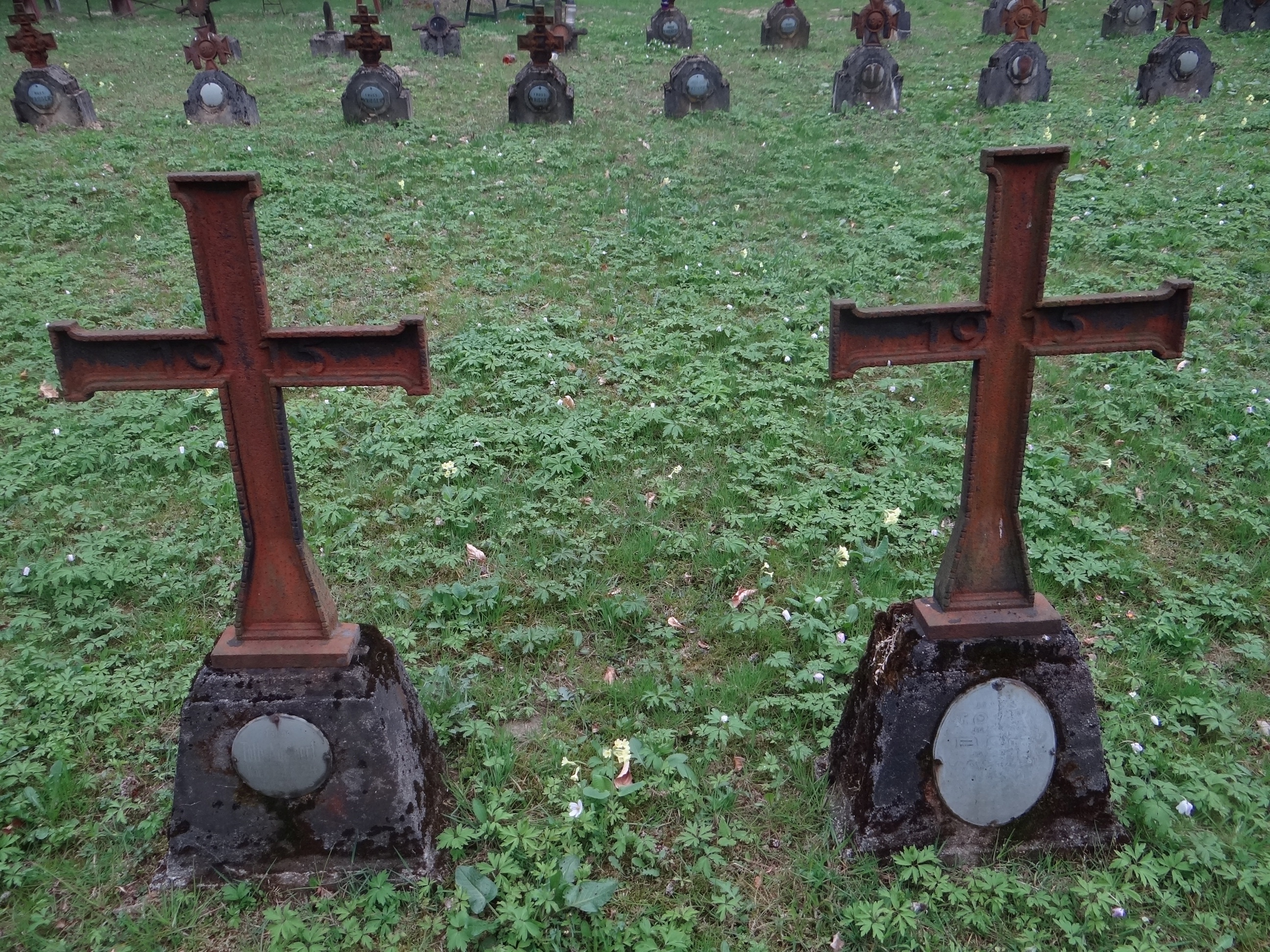

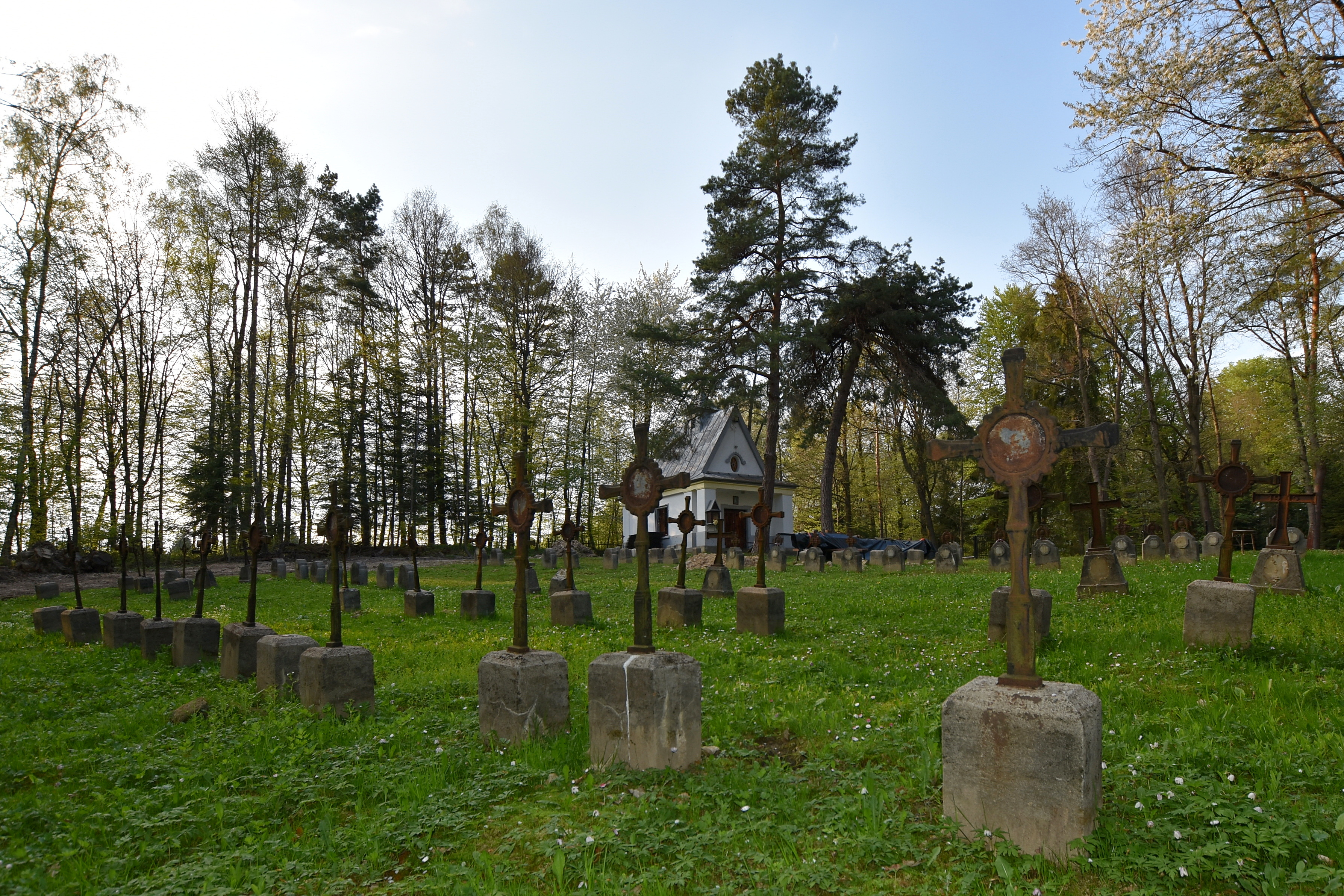

## Położenie
Cmentarz znajduje się na południowo-wschodnim grzbiecie opadającym z Wału do Gromnika. Grzbietem tym, obok cmentarza biegnie z Gromnika asfaltowa droga i zielony szlak turystyczny. Zaczyna się przy drodze Gromnik – Tuchów w niewielkiej odległości za kościołem w Gromniku. Znajdują się przy niej dwa cmentarze z czasów I wojny światowej: najpierw cmentarz wojenny nr 149, potem nr 181. Obydwa znajdują się przy drodze i są z niej widoczne.

## Opis cmentarza
Zaprojektowany został przez Siegfrieda Hellera na planie prostokąta z jednym ściętym narożem (jest w nim brama). Jest dość duży, zajmuje powierzchnię ok. 1000 m². Obecnie jego ogrodzenie stanowi betonowa podmurówka i płot wykonany z żelaznych sztachet osadzonych na żelaznych słupkach. Są dwie furtki: jedna duża, dwuskrzydłowa, druga mniejsza, jednoskrzydłowa. Nie ma centralnego pomnika, jest natomiast neoklasycystyczna kapliczka. Na placu obok kaplicy znajdują się ustawione w rzędach żeliwne krzyże osadzone na betonowych cokolikach. Jest kilka rodzajów tych krzyży i są na nich blaszane tabliczki z nazwiskami poległych.
Pochowano tutaj żołnierzy poległych podczas bitwy pod Gorlicami 2 i 3 maja 1915 r. W czasie tej ofensywy wojska austro-węgierskie przy znacznej pomocy wojsk niemieckich wyparły armię rosyjską z terenów wcześniej przez nią zajętych. W 21 grobach zbiorowych i 91 pojedynczych pochowano 178 żołnierzy, w tym 159 żołnierzy austro-węgierskich i 19 rosyjskich.

## Los cmentarza
Austriacy wykonali cmentarze bardzo solidnie, jednak z czasem ulegały one w naturalny sposób niszczeniu przez czynniki pogody i roślinność, bywało, że również przez wandali. Przez długi czas, zwłaszcza po II wojnie światowej, cmentarzami z I wojny światowej nie opiekowano się. Dopiero ostatnio zaczęto o niego dbać. Kapliczka istniała jeszcze przed budowa cmentarza, cmentarz wykonano dookoła niej. W latach 1986–1987 dokonano generalnej przebudowy cmentarza. Po przebudowie jego obecny wygląd znacznie różni się od pierwotnego. Pierwotnie ogrodzenie stanowił drewniany płot osadzony na murowanych z kamienia słupkach. Centralny pomnik stanowił wysoki drewniany krzyż nakryty daszkiem z glorią. Po krzyżu i pierwotnym ogrodzeniu nie ma już śladu. W czasie przebudowy zrównano mogiły ziemne, a część z placu przed kapliczką oraz z prawej strony przeniesiono na lewo w dół. Nie dokonano przy tym jednak ekshumacji zwłok, tak, że obecnie lokalizacja krzyży jest tylko symboliczna. Dzięki ich przeniesieniu powstał przed kapliczką pusty plac, na którym ustawiono ławki, na których można usiąść podczas nabożeństw, które w tej kapliczce okazjonalnie się odbywają